# Bertram Walsh
Bertram John Walsh (7 de maio de 1938) é um matemático estadunidense, especialista em Espaço localmente convexo, análise harmônica e equações diferenciais parciais.
Obteve um doutorado na Universidade de Michigan, orientado por Helmut Schaefer, com a tese Structures of Spectral Measures on Locally Convex Spaces.
Foi palestrante convidado do Congresso Internacional de Matemáticos em Vancouver (1974: The Theory of Harmonic Spaces.

## Publicações selecionadas
- Schaefer, H. H.; Walsh, B. J. (1962). «Spectral operators in spaces of distributions». Bulletin of the American Mathematical Society. 68 (5): 509–512. ISSN 0002-9904. doi:10.1090/S0002-9904-1962-10798-8
- Walsh, Bertram (1965). «Banach algebras of scalar-type elements». Proceedings of the American Mathematical Society. 16 (6). 1167 páginas. doi:10.1090/S0002-9939-1965-0187109-4
- Walsh, Bertram (1965). «Structure of spectral measures on locally convex spaces». Transactions of the American Mathematical Society. 120 (2). 295 páginas. doi:10.1090/S0002-9947-1965-0196503-1
- Loeb, Peter; Walsh, Bertram (1965). «The equivalence of Harnack's principle and Harnack's inequality in the axiomatic system of Brelot». Annales de l'Institut Fourier. 15 (2): 597–600. doi:10.5802/aif.224
- Walsh, Bertram (1966). «Spectral decomposition of quasi-Montel spaces». Proceedings of the American Mathematical Society. 17 (6). 1267 páginas. doi:10.1090/S0002-9939-1966-0205079-8
- Walsh, Bertram; Loeb, Peter A. (1966). «Nuclearity in axiomatic potential theory». Bulletin of the American Mathematical Society. 72 (4): 685–690. doi:10.1090/S0002-9904-1966-11557-4
- Bear, Herbert; Walsh, Bertram (1967). «Integral kernel for one-part function spaces». Pacific Journal of Mathematics. 23 (2): 209–215. ISSN 0030-8730. doi:10.2140/pjm.1967.23.209
- Loeb, Peter; Walsh, Bertram (1968). «A maximal regular boundary for solutions of elliptic differential equations». Annales de l'Institut Fourier. 18: 283–308. doi:10.5802/aif.284
- Walsh, Bertram (1970). «Perturbation of harmonic structures and an index-zero theorem». Annales de l'Institut Fourier. 20: 317–359. doi:10.5802/aif.344
- Kwon, Y. K.; Sario, Leo; Walsh, Bertram (1971). «Behavior of biharmonic functions on Wiener's and Royden's compactifications». Annales de l’institut Fourier. 21 (3): 217–226. ISSN 0373-0956. doi:10.5802/aif.387
- Walsh, Bertram (1971). «Mutual absolute continuity of sets of measures». Proceedings of the American Mathematical Society. 29 (3). 506 páginas. doi:10.1090/S0002-9939-1971-0279275-X
- Walsh, Bertram (1971). «Operator Theory of Degenerate Elliptic-Parabolic Equations». Indiana University Mathematics Journal. 20 (10): 959–964. JSTOR 24890220. doi:10.1512/iumj.1971.20.20090
- Walsh, Bertram (1974). «Positive approximate identities and lattice-ordered dual spaces». Manuscripta Mathematica. 14: 57–63. doi:10.1007/BF01637622
- Walsh, Bertram (1974). «An approximation property characterizes ordered vector spaces with lattice-ordered duals». Bulletin of the American Mathematical Society. 80 (6): 1165–1169. doi:10.1090/S0002-9904-1974-13658-X
- Nussbaum, Roger D.; Walsh, Bertram (1998). «Approximation boy polynomials with nonnegative coefficients and the spectral theory of positive operators». Transactions of the American Mathematical Society. 350 (06): 2367–2392. ISSN 0002-9947. doi:10.1090/S0002-9947-98-01998-9